# Bjergart
Indenfor geologi betegner bjergarter (sommetider også kaldet klipper eller sten) alle naturligt forekommende hærdnede materialer opbygget af mineraler. Bjergarter klassificeres ud fra deres mineraler, kemiske sammensætning og dannelsesmåde, og de udgør jordklodens skorpe, samt dens indre kerne.
Man opdeler bjergarter i tre hovedgrupper: magmatiske bjergarter, metamorfe bjergarter og sedimentære bjergarter. Magmatiske bjergarter dannes, når magma afkøles dybt nede i Jordens skorpe, eller når vulkansk lava afkøles på jordoverfladen eller havbunden. Sedimentære bjergarter dannes ved hærdning og diagenese af sedimenter, som igen er dannet ved forvitring af eksisterende bjergarter, og transport og aflejring af forvitringsprodukterne, typisk grus, sand og ler. Metamorfe bjergarter dannes, når eksisterende bjergarter udsættes for højt tryk og temperatur, hvorved de omdannes og får ny mineralsammensætning og struktur, som det fx finder sted, når kontinentalplader støder sammen.:31–33, 134–139 
Det videnskabelige studie af bjergarters sammensætning og dannelse kaldes petrologi, som er en vigtig underdisciplin inden for geologi.

## Bjergart og jordart
Inden for geologi skelnes ikke altid skarpt mellem betegnelserne bjergart og jordart, idet materialets hærdningsgrad her ofte er af mere underordnet betydning, i forhold til sammensætning og dannelsesmåde. Visse geologer betegner således alle geologiske dannelser som bjergarter, idet de skelner mellem løse bjergarter, fx strandsand, og faste bjergarter, fx granit eller kalksten. (På tysk skelnes på lignende måde mellem hhv Lockergestein og Festgestein, mens de tilsvarende engelske udtryk er hhv soil og rock.)
Inden for geoteknik skelner man derimod skarpt mellem bjergarter og jordarter. Bjergarter adskiller sig her fra de blødere eller løsere jordarter ved, at de i modsætning til sidstnævnte ikke kan pilles fra hinanden med fingrene, uden brug af redskaber, efter man har stillet en prøve af materialet til opblødning i vand nogle timer.

## Klassifikation
Bjergarter er opbygget af mineraler. De fleste bjergarter består af flere forskellige mineraler, således består granit af alkalifeldspat, plagioklas og kvarts, foruden mindre mængder biotit, mens glimmerskifer indeholde muskovit, biotit, kvarts og feldspat. Omvendt består bjergarten kvartsit næsten udelukkende af kvarts, mens calcit normalt helt dominerer i bjergarterne kalksten og marmor. Af de her nævnte almindelige mineraler er det kun calcit, som ikke er et silikat-mineral. Silikater udgør omkring en tredjedel af alle mineraler, og omkring 95% af jordens skorpe.
Når man skal fastlægge en bjergarts navn, bestemmer man kemisk sammensætning, mineralindhold, krystallinitet og kornstørrelse, samt teksturer og strukturer. Data hertil indsamles først ude i naturen, med beskrivelse og opmåling af bjergarternes forekomst, og med indsamling af prøver. Dernæst undersøges i laboratoriet prøvernes kemiske sammensætning og optiske egenskaber, sidstnævnte ved hjælp af tyndslib under mikroskop. Alle bjergarter kan inddeles i enten magmatiske, metamorfe eller sedimentære. 

### Magmatiske bjergarter
Magmatiske bjergarter er enten plutoniske, dannet på stor dybde ved langsom afkøling af et magma, fx granit eller gabbro, eller vulkanske, dannet på jordoverfladen ved hurtig afkøling af lava, fx basalt eller tuf. Afkølingshastigheden er bestemmende for størrelsen af bjergarternes mineralkorn, idet de plutoniske oftest er meget mere grovkornede end de vulkanske. Begge typer bjergarter er oftest strukturløse, med krystallerne liggende tilfældigt orienterede i forhold til hinanden, og de klassificeres derfor mest efter deres mineralsammensætning, se figur t.h. Magmatiske bjergarter rige på olivin og pyroxen kaldes ultramafiske, og de klassificeres efter et særligt system.

### Metamorfe bjergarter
De metamorfe bjergarter er dannet ved, at en udgangsbjergart er bragt så dybt ned i jordens skorpe, at dens mineraler er omdannet til andre slags mineraler, som har nogenlunde samme kemiske sammensætning som udgangsmineralerne, men er mere stabile under de ændrede ydre forhold. Metamorfe bjergarters mineralsammensætning viser således, under hvilke tryk- og temperaturforhold bjergarterne er dannet, og man klassificerer disse bjergarter ud fra, hvor kraftigt de ændrede ydre forhold har påvirket udgangsbjergarten. En basalt vil fx ved lav metamorfosegrad omdannes til grønskifer, ved højere metamorfosegrad til amfibolit. En ler bliver først omdannet til lerskifer, siden til glimmerskifer, for ved høj metamorfosegrad at ende som gnejs. Metamorfose kan forløbe på forskellig vis, alt efter om der især er tale forhøjet temperatur (kontaktmetamorfose), forhøjet tryk (dynamometamorfose) eller en kombination af temperatur- og trykforøgelse (regionalmetamorfose), jf diagrammet t.v.

### Sedimentære bjergarter
Denne gruppe bjergarter dannes ved jordoverfladen, ved transport og aflejring af nedbrydningsprodukter fra eksisterende bjergarter, som er blevet udsat for forvitring og erosion, og derved er omdannet til et usammenhængende, kornet materiale. Materialet transporteres med tyngdekraften mod lavere terræn, af enten vand (i floder eller af bølger eller havstrømme), af gletsjeris eller af vinden, og her aflejres det, i første omgang som et løst, gravbart sediment. Materialets kornstørrelsesfordeling bestemmes af transportmediet, idet gletsjeraflejringer, fx moræneler, vil være velgraderede, dvs. bestå af mange forskellige kornstørrelser, mens flodaflejringer, fx smeltevandssand, og især vindaflejringer, fx klitter, vil være meget mere enskornede. Med tiden kan en sådan løs aflejring blive dækket med nye lag, som trykker den sammen og derved hærdner den, eller den kan undergå diagenese og herved blive sammenkittet af kemiske bindinger, kaldet cement, mellem de enkelte korn, gerne som følge af gennemsivende vand.
Ud over de ovennævnte klastiske sedimentbjergarter, dannet ved aflejring af materiale fra vand, is eller vind, dvs. ved fysiske processer, findes der også kemiske og organiske sedimentbjergarter. De kemiske dannes ved udfældning af opløste ioner, fx gips eller salt, mens de organiske stammer fra aflejret organisk materiale, fx kul og kalksten.:11-13 

## Anvendelse
Siden de første mennesker begyndte at bruge sten for 2,5 mio år siden har anvendelsen af bjergarter haft overvældende betydning, både kulturelt og teknologisk, for menneskets udvikling, og forarbejdning af sten hører blandt menneskets ældste færdigheder. Ikke mindst har udvinding af metaller ved minedrift haft afgørende betydning.

### Byggeri
Bjergarter har vidt forskellige styrker, lige fra kvartsit med en trækstyrke over 300 MPa til sedimentære bjergarter så bløde, de kan sønderdeles med fingrene. (Til sammenligning har moderne bygningsstål en trækstyrke omkring 350 MPa.) De gamle egyptere brugte allerede omkring 4.000 f.Kr. bløde, let forarbejdelige sedimentære bjergarter til byggerier, og man kender fæstningsværker i sten fra Indre Mongoliet fra 2.800 f.Kr. Blød, vulkansk tuf er udbredt i Italien, hvor romerne brugte den til bygninger og broer. I middelalderens Europa byggede man meget ofte med kalksten, en skik som er fortsat ind i 1900-tallet. I dag bruges store mængder kalksten ved fremstilling af cement, som er bindemiddel i vor tids mest udbredte byggemateriale, beton.

### Minedrift
Ved minedrift udvinder man værdifulde stoffer fra jordens bjergarter og jordarter, herunder malme til fremstilling af brugsmetaller som jern, kobber, zink og aluminium, foruden ædelmetallerne guld, sølv og platin, og det radioaktive metal uran. Desuden udvindes til brændsel kul, olieskifer og tjæresand, samt i væskeform råolie og på gasform naturgas, herunder skifergas. Til anvendelse i byggeriet udvindes bl.a. grus og kvadersten. Endelig udvindes til særlige formål fx stensalt, potaske, samt diamanter og andre ædelsten. Minedrift er nødvendig, hvis man skal bruge et materiale, som ikke kan dyrkes ved agerbrug eller fremstilles industrielt. Minedrift omfatter udvinding af ethvert råstof fra jorden, herunder faktisk også grundvand.
Minedrift kan være miljøskadeligt, både mens den står på og efter driften er ophørt, og de fleste lande har i dag lovgivning til imødegåelse af sådanne skader.

## Eksempler

### Plutoniske bjergarter
- Tysk Lausitzer Granodiorit, med hvid feldspat, grå kvarts og sort biotit
- Gabbro fra Pigeon Point, Minnesota, med lys plagioklas, blåviolet pyroxen og grøn olivin
- Tyndslib (ca. 3 x 5 mm) af gabbro: grå stribede korn er plagioklas, grønlige korn er klinopyroxen, mens blålige korn er olivin
- Stengærde af Svaneke-granit
- Syenit fra Vermont med hvid alkalifeldspat og mørk hornblende og biotit
- SEM-foto af diabas, domineret af klinopyroxen (Cpx) og plagioklas (Pl)

### Vulkanske bjergarter
- Søjlebasalt på Madeira
- Lavatyper på Hawaii: mørk aa dækket af lysere (og rød) pahoehoe
- Obsidian med muslede brudflader
- Tuf på Kanariske Øer
- Vulkansk aske under mikroskop

### Metamorfe bjergarter
- Finsk kvartsit brugt som mursten
- Strandsten af stribet gnejs
- Båndet gnejs fra Bajkalsøen i Sibirien
- Augen-gnejs, med lyse kvartsrige 'øjne' i mørk finkornet grundmasse
- Brasiliansk augen-gnejs med ca. 4 cm lange feldspat-'øjne'
- Grønskifer fra Nordtyrol, med store almandinkrystaller
- Tyndslib af blåskifer fra Tyrkiet
- Typisk glimmerskifer
- Isskuret stribet marmor fra Baffin Island
- Udskårne plader af italiensk Carrara-marmor
- Norsk eklogit med grønne pyroxener, røde granater, mælkehvid kvarts og himmelblå kyanit.

### Sedimentære bjergarter
- Skotsk alunskifer med fossiler af graptoliter
- Krydslejret sandsten i Utah
- Kalksten med mørke flintbånd i Mønsted Kalkgruber
- Sprækket moræneler fra København
- Skalholdig gytje fra Odsherred